# The Avant-Garde
The Avant-Garde est un album jazz de John Coltrane et Don Cherry enregistré en 1960 et sorti sur le label Atlantic en 1966.

## Musiciens
- John Coltrane : Saxophone
- Don Cherry : Trompette, Cornet
- Charlie Haden : Contrebasse - titres 1-3
- Percy Heath : Contrebasse - titres 2-4-5
- Ed Blackwell : batterie

## Titres
1. "Cherry-Co" (Don Cherry) — 6:47
2. "Focus On Sanity" (Ornette Coleman) — 12:15
3. "The Blessing" (Coleman) — 7:53
4. "The Invisible" (Coleman) — 4:15
5. "Bemsha Swing" (Thelonious Monk) — 5:05